# Lusambo
Lusambo este un oraș în  provincia provincia Kasaï-Oriental, Republica Democrată Congo. În 2012 avea o populație de 33 277 de locuitori, iar în 2004 avea 28 520.